# Японські роди
Японські роди (日本の氏族, にほんのしぞく, ніхон но шідзоку) — роди з Японії, які відіграли важливу роль в її історії й становили шляхетський правлячий клас країни. Класифікувалися за наближеністю до імператора, за чотирма основними династіями (Фуджівара, Тайра, Мінамото, Тачібана), за приналежністю до столичної придворної шляхти (аристократії) або земельного самурайства (військового стану), за місцем в аристократичній чи самурайській ієрархії. Найважливіші роди виводили своє походження від шінтоїстських божеств, менш шляхетні — від історичних імператорів або членів імператорського дому. З XIV—XV ст. більшість родів використовували родові емблеми для позначення свого майна. Однойменні роди розрізнялися за цими емблемами, місцем походження або назвою земельного уділу. Після реставрації Мейджі 1898 року усі знатні родини придворних і самураїв були поділені на титуловану і нетитуловану шляхту. Ця система поділу зберігалася до поразки Японії в Другій світовій війні в 1945 році, по якій всі привілеї на базі знатності чи походження були скасовані законодавчо. В японській офіційній документації (родоводах, генеалогічних дослідженнях, першоджерелах) називалися родами (氏) або домами (家). У деяких українських працях помилково називаються «кланами» на англійський манер (англ. clan — прямий аналог українського «рід»), попри те, що японці не належали до кельтських народів і не мали кланової системи родичівства. Також — японська шляхта.

## Список

### Імператор
- Імператорський дім Японії

### Аристократичні
- Імбе — шінтоїстське жрецтво.
- Мононобе — шінтоїстське жрецтво.
- Соґа — аристократи, диктатори в VII ст.
- Фуджівара — аристократи, обіймачі найвищих посад при імператорському дворі
- Мінамото

### Самурайські
- Адзай — магнати з провінції Омі, Центральна Японія[1].
- Амаґо — магнати з провінції Ідзумо, Західна Японія.
- Асакура — магнати з провінції Ечідзен, Центральна Японія[1].
- Ашікаґа — магнати з провінції Шімоцуке, Східна Японія; засновники і шьоґуни Муромачівського шьоґунату[1].
- Імаґава — магнати з провінції Суруґа, Східна Японія[1].
- Мацудайра — магнати з провінції Мікава, Центральна Японія[1].
- Моґамі — магнати з провінції Дева, Північна Японія.
- Морі — магнати з провінції Акі, Західна Японія; відгалуження роду [1].
- Ода — магнати з провінції Оварі, Центральна Японія[1].
- Оучі — магнати провінції Суо, Західна Японія.
- Сайто — магнати з провінції Міно, Центральна Японія[1].
- Тайра — володарі з провінцій Ісе, Кавачі, диктатори XII ст.
- Такеда — магнати з провінції Кай, Східна Японія.
- Токуґава — магнати з провінції Мікава, Центральна Японія; засновники і шьоґуни Едоського шьоґунату[1].
- Фудзжівара (Муцівські) — володарі з провінції Муцу, Північна Японія.
- Ходжьо (Ранні) — магнати з провінції Ідзу, Східна Японія; управителі Камакурського шьоґунату[1].
- Ходжьо (Пізні) — магнати з провінції Ідзу, Східна Японія[1].
- Шімадзу — магнати з провінції Сацума, Південна Японія[1].

### Окінавські
- Шьо — правителі Рюкюського царства.